# أليس ورنر
أليس ورنر (بالإنجليزية: Alice Werner) (26 يونيو 1859، ترييستي في إيطاليا - 9 يونيو 1935، لندن في المملكة المتحدة)؛ كاتِبة وشاعرة بريطانية.